# Староселье (Велижский район)
Староселье — деревня в Велижском районе Смоленской области России. Входит в состав Заозерского сельского поселения. Население — 6 жителей (2007).
Расположена в северо-западной части области в 26 км к востоку от Велижа, в 26 км северо-восточнее автодороги Р133 Смоленск — Невель, на берегу реки Сертейка. В 100 км южнее деревни расположена железнодорожная станция Куприно на линии Смоленск — Витебск.

## История
В годы Великой Отечественной войны деревня была оккупирована гитлеровскими войсками в июле 1941 года, освобождена в сентябре 1943 года.

## Достопримечательности
Памятник археологии: городище в 0,2 км западнее деревни Староселье на левом берегу реки Сертея.